# Dame N’Doye
Dame N’Doye (* 21. Februar 1985 in Thiès) ist ein ehemaliger senegalesischer Fußballspieler.

## Karriere

### Verein
Dame N’Doye begann seine Profikarriere 2003 bei ASC Jeanne d’Arc. Nach einem kurzen Gastspiel in Katar bei Al-Sadd, mit dem er seine ersten Titel gewann, wechselte er 2006 zum portugiesischen Erstligisten Académica Coimbra. Bei Académica kam er auf 25 Einsätze in der Liga, in denen er vier Tore erzielte. Nach einer Saison wechselte er 2007 zum griechischen Verein Panathinaikos Athen. Sein erstes Europacupspiel absolvierte N’Doye am 20. September 2007 bei einer UEFA-Cup-Begegnung gegen FC Artmedia Bratislava, die seine Mannschaft mit 2:1 gewann. Von 2009 bis 2012 spielte er für den FC Kopenhagen und wechselte Anfang der Saison 2012/13 nach Russland zu Lokomotive Moskau. Über eine Station bei Hull City in der Rückrunde der Saison 2014/15 gelangte er zum türkischen Verein Trabzonspor.
Im Januar 2016 wurde er für sechs Monate an den AFC Sunderland verliehen. 2018 wechselte er dann aus der Türkei zurück zu seinem ehemaligen Verein FC Kopenhagen, bei dem er 2020 seine Karriere als Profußballer schließlich beendete.

### Nationalmannschaft
Zwischen 2011 und 2015 bestritt N’Doye 33 Spiele für den Senegal und erzielte dabei neun Tore. Er nahm unter anderem am Afrika-Cup 2012 und 2015 teil.

## Erfolge

### Verein
- Katarischer Meister: 2006
- Heir Apparent Pokal: 2006
- Qatar Sheikh Jassem Pokal: 2006
- Dänischer Meister: 2009, 2010, 2011, 2019
- Dänischer Pokalsieger: 2009, 2012
- Russischer Pokalsieger: 2015

### Persönliche Erfolge
- Torschützenkönig der Dänischen Superliga: 2010/11 und 2011/12

## Persönliches
Er ist der jüngere Bruder von Ousmane N’Doye.